# Копито

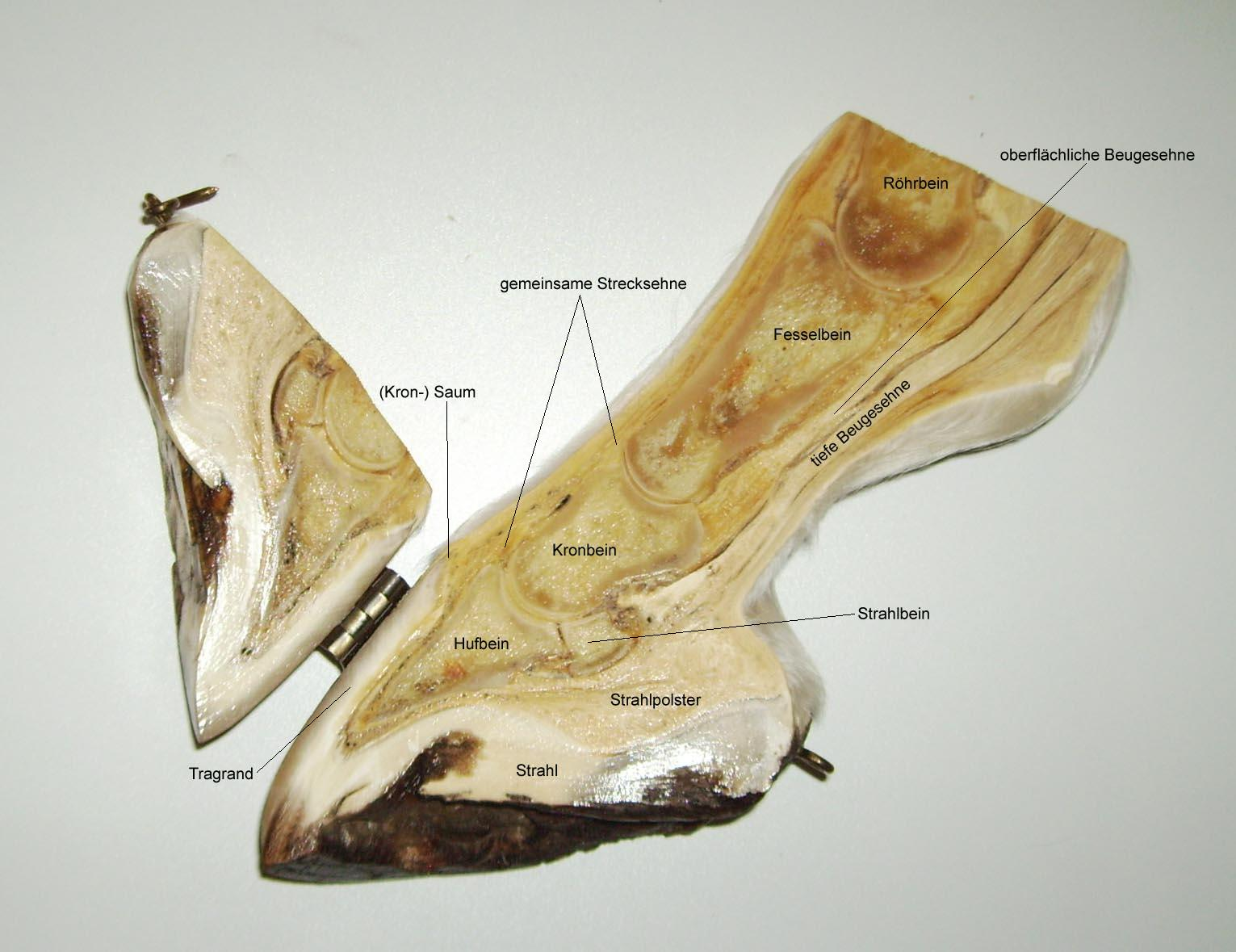
Розріз копита коня

Копи́то, Ра́тиця (лат. ungulae) — рогове утворення на кінцях пальців у ссавців низки парнокопитних (бегемотів, свиней, оленів, антилоп, биків та ін.) та непарнокопитних (тапірів, носорогів, коней). Копито парнопалих називають також ра́тиця.
Копита є видозміненими кігтями. Слугують для захисту кінцевих фаланг пальців, якими тварина спирається на ґрунт. Копита відіграють важливу роль під час руху, оскільки несуть вагу тварини та амортизують ударну силу кожного кроку або стрибка, запобігаючи пошкодженню суглобів. Копито не тільки уможливлює постачання кінцівки кров'ю за сильного навантаження, але й посилює його. Широкі пласкі копита властиві тваринам, які пересуваються переважно по м'якому ґрунті (наприклад, північні олені), вузькі з твердими краями — тваринам, які пересуваються по твердому, скельному ґрунті (наприклад, козлам).

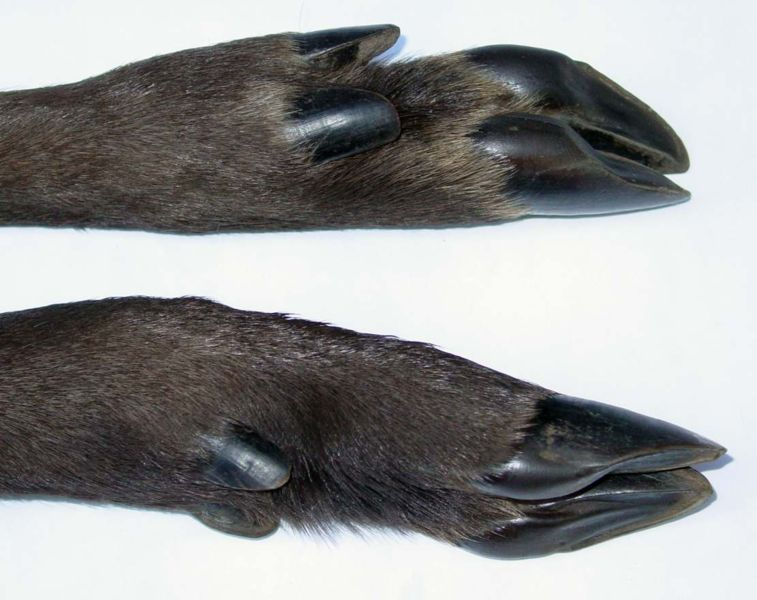
Копито сарни
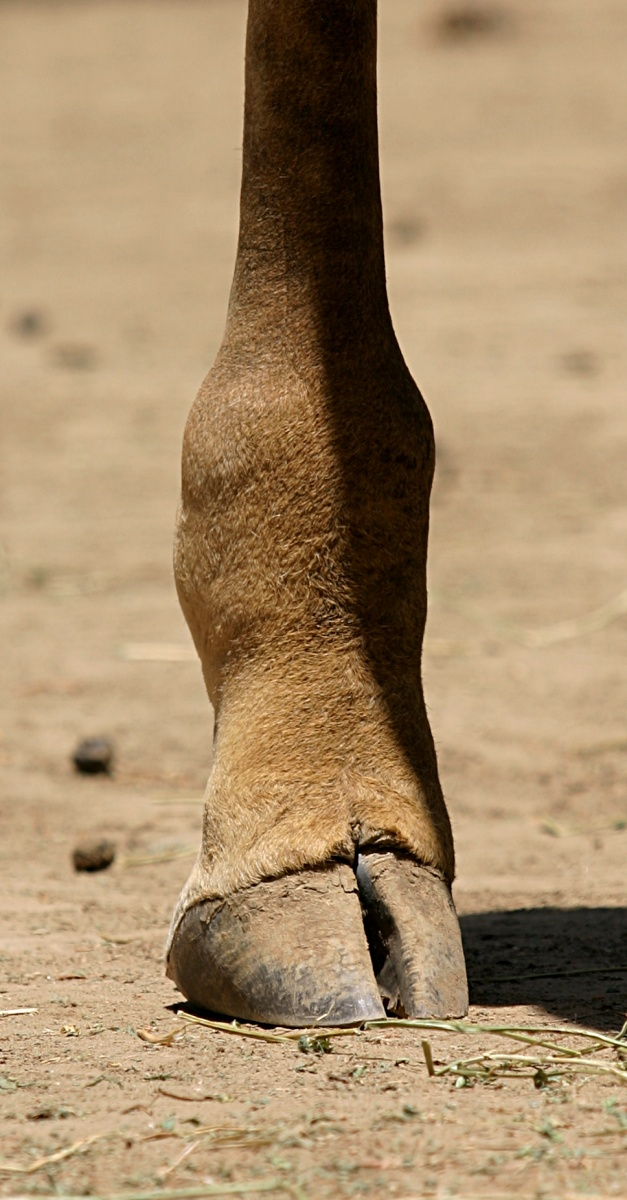
Копито жирафи
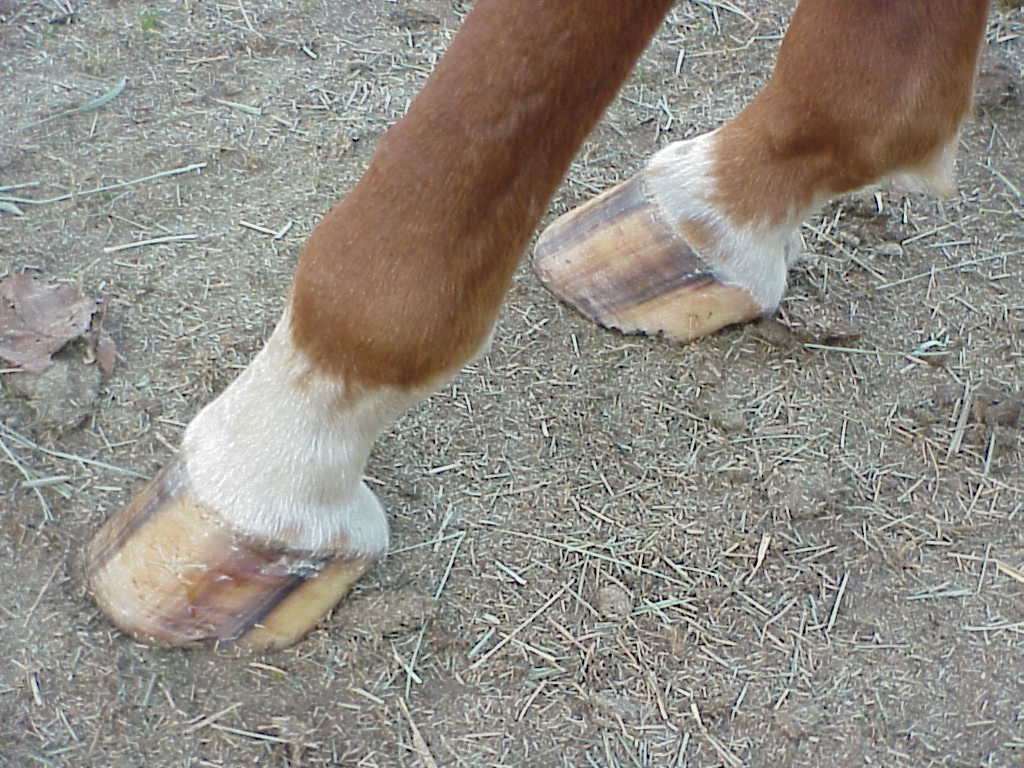
Копито коня